# Pandanus triangularis
Pandanus triangularis är en enhjärtbladig växtart som beskrevs av Harold St.John och Huynh. Pandanus triangularis ingår i släktet Pandanus och familjen Pandanaceae.
Artens utbredningsområde är Sierra Leone. Inga underarter finns listade.